# Ашхарбек Калантар
Ашхарбек Калантар (вірм. Աշխարհբեկ Լոռիս-Մելիք Քալանթար; 11 лютого 1884, Ардві, Вірменія — червень 1942) — вірменський археолог та історик, відіграв важливу роль у заснуванні археології у Вірменії.

## Життєпис
Народився у вірменських дворянських родинах Лоріс-Мелікових і Аргутинських (по материнській лінії), у 1911 році закінчив Петербурзький університет під керівництвом Миколи Марра. Він був призначений членом Археологічного інституту, Імператорського Російського археологічного товариства і хранителем Азійського музею в Санкт-Петербурзі. Був одним із засновників Єреванського державного університету. Ашхарбек Калантар є автором понад 80 наукових статей.
У сім'ї Калантара декілька відомих науковців:
- Син — Гурзадян Григор Арамович (вірм. Գրիգոր Գուրզադյան; 15 жовтня 1922, Багдад, Королівство Ірак — 22 лютого 2014, Єреван, Вірменія) — радянський і вірменський астрофізик.
- Онук — Ваагн Гурзадян (вірм. Վահագն Գուրզադյան;(вірм. Վահագն Գուրզադյան; нар. 21 листопада 1955) — вірменський математичний фізик і професор.

## Заснування Єреванського університету та Комітету охорони старожитностей Вірменії
У 1919 р. Калантар стає одним із семи засновників Єреванського університету, де у 1922 р. він створює кафедру Археології та Сходознавства. До цього — у 1918—1919 роках. Калантар викладає у Закавказькому університеті в Тифлісі, був зі складу створеного в Тифлісі Комітету з організації вірменського університету. У 1922 р. він публікує перший підручник з археології вірменською мовою.
У 1929 р. Калантару надано професорське звання.
У 1919 р. Калантар, разом з Олександром Таманяном і Мартіросом Сар'яном, організує Комітет Охорони старожитностей Вірменії, на посаді вченого секретаря координує археологічні роботи. У 1920-ті роки публікує дослідження з урарстких клинописних текстів, виявлених у Вірменії.
У 1919—1937 р. Калантар організує близько 30 розкопок, експедицій у різних районах Вірменії, веде інтенсивну педагогічну діяльність, готує кілька поколінь археологів.
У 1931—1933 pp. Калантар разом з Таманяном веде боротьбу проти руйнування двох церков у Єревані — Погоса-Петроса і Катогіці, а потім, коли в результаті церкви руйнуються, вивчає верстви, що відкрилися, і пише важливу статтю (опубліковану в 2007 р.).
У 1935 р. Калантар — член Вченої Ради Вірменської Філії Академії Наук СРСР (АрмФАН).

## Окремі праці
- Отчет о командировке в Имирзек летом 1912 г. Изв. Импер. Акад. Наук, 127, 1913
- Отчет о командировке в Лори летом 1913 г., Изв. Импер. Акад. Наук, 725, 1913
- Зорская базилика и развалины древнего Карван-сарая, Христ. Восток, т. III, вып.1, 101, 1914
- Каменный век в Армении. Эривань, 1925
- Сообщение о находке ископаемого человека в Армении // Труды II съезда зоологов, анатомов и гистологов СССР. М., 1925. С. 256
- Новооткрытая халдская клинообразная надпись из селения Джанфида. Ереван, 1930 (на арм. яз.)
- Комитет охраны древностей Армении. Ереван, 1931
- Открытие дохалдского поселения близ Ленинакана // ПИДО. 1934. № 9/10. С. 166—168
- Арагац в истории: Ист. обзор и памятники мат. культуры. Ереван, 1935
- Раскопки древнего Вагаршапата. Ереван, 1935 (на арм. яз.; резюме на рус. яз.)
- Inscriptions d'Armenie en caracteres inconnus // Revue archeologique. 1929. Р. 43-45
- Древнейшая оросительная система в Советской Армении // Вестник Института истории и литературы АН АрмССР. 1937. Кн. 2. С. 171—194
- Ashkharbek Kalantar, Armenia: From the Stone Age to the Middle Ages, Civilisations du Proshe-Orient։ Serie 1, Vol. 2, Recherches et Publications, Neuchatel, Paris, 1994;ISBN 978-2-940032-01-3
- Ashkharbek Kalantar, The Mediaeval Inscriptions of Vanstan, Armenia, Civilisations du Proshe-Orient։ Series 2 — Philologie, Vol.2, Recherches et Publications, Neuchatel, Paris, 1999; ISBN 978-2-940032-11-2
- Ashkharbek Kalantar, Materials on Armenian and Urartian History (with a contribution by Mirjo Salvini), Civilisations du Proche-Orient։ Series 4 — Hors Serie, Neuchatel, Paris, 2004։ ISBN 978-2-940032-14-3

- Ա.Քալանթար, «Քարե դարից միջնադար», Գիտությունների Ազգային Ակադեմիայի հրատարակություն, Երևան, 2007